# Чжоу Чуаньсюн
Чжоу Чуаньсю́н (кит. трад. 周傳雄, упр. 周传雄, пиньинь Zhōu Chuánxióng) — тайваньский певец и композитор. В начале своей карьеры выступал под псевдонимом Сяо Ган. В середине 90-х, когда его популярность как певца пошла на спад, писал песни для других исполнителей. В 2000 году композиция «Хуанхун» (黄昏) вернула его на пик былой популярности.
Известен как «крёстный отец лирических песен» (情歌教父).

## Биография

### Детство и юность
Чжоу Чуаньсюн родился и вырос на Тайване в семье, где помимо него уже воспитывался старший сын и дочь. Отец Чуаньсюня вырос на материке в богатой и знатной семье. В 17 лет он уже был начальником уезда. На материке в общей сложности имел четырёх жён. После поражения Гоминьдана в гражданской войне, бежал на Тайвань, где и вступил в брак в пятый раз. В общей сложности от 5 жён имел 18 детей. «Папаша мой был ещё тем жеребцом», — отмечал певец. Когда Чуаньсюн появился на свет, его отцу уже было за 50. Через несколько лет отец Чуаньсюна покинул семью и вернулся на материк. Когда будущему музыканту едва исполнилось 14 лет, мать оставила семью и вышла замуж повторно — трое детей, Чуаньсюн, его брат и сестра, оказались предоставлены сами себе.
Чтобы продолжить обучение, дети были вынуждены работать по вечерам. К 17 годам Чуаньсюн сменил множествора профессий: работал официантом, таксистом (поскольку своих прав у него не было, он позаимствовал права старшего брата), строителем и инструктором по плаванью. Свой первый бизнес он организовал по продаже наушников: он приобретал их на заводе по цене 10 юаней, упаковывал и перепродавал по цене в 100. «В то время я вовсе не ощущал себя несчастным, — признавался музыкант годы спустя, — наоборот, был счастлив, что меня никто не контролирует. Заработанные деньги мог тратить на себя».
После окончания школы Чуаньсюн продолжил обучение в музыкальном училище. Интерес к музыке у него проявился ещё в детстве, с детства он писал песни, теперь же он хотел получить профессиональную подготовку. Во время обучения на втором курсе он победил в одном из музыкальных конкурсов молодых талантов с собственной песней «尘烟». Молодой 19-летний композитор сразу обратил внимание несколько компаний звукозаписи, одна из которых согласилась на его предложение организовать бойз-бенд с его участием. Впрочем, придя на кастинг, Чуаньсюн обнаружил, что от кандидатов в участники требуется не только умение петь, но и танцевать. Поскольку в танцах он себя умелым не считал, то парень отказался от предложения. Спустя некоторое время бойз-бенд «Сяоху дуй» («Маленькие тигрята») завоевал общенациональную известность.

### Сяо Ган: первая известность
Молодой исполнитель всё же без труда нашёл другую компанию, которая была готова выпустить его сольный альбом. Глава компании счёл, что такое солидное имя «Чжоу Чуаньсюн» не подходит двадцатилетнему юнцу и предложил сменить его на более простое и легко запоминающееся — Сяо Ган, детское имя Чуаньсюна. С момента выпуска первого альбома и вплоть до выхода девятого полноформатника в 1997 году Чжоу Чуаньсюн был известен именно под этим псевдонимом. Как признавался сам музыкант, первый альбом, «双子星的对话», был не особо успешным в плане продаж, но уже со второй пластинкой «终于学会», увидевшей мир в следующем году, ему удалось завоевать популярность. Тираж альбома разошёлся настолько быстро, что глава компании в порыве волнения заявил, что выдаст свою дочь за того, кто найдёт ему 1000 пластинок Сяо Гана.

### Закат славы
Коммерческий успех сопутствовал молодому музыканту вплоть до выхода девятого студийного альбома «我的心太乱» (1995). В это время кардинально изменилась ситуация на музыкальном рынке. Во второй половине 1990-х гг. на внутренний рынок Тайваня проникают крупные международные компании, которые начинают скупать лейблы и собирать к себе успешных исполнителей. Активно развиваются музыкальные масс-медиа и продюсеры начинают вкладывать огромные суммы для «раскрутки» молодых и перспективных исполнителей. Компания, с которой у Сяо Гана был подписан контракт, была выкуплена EMI, которая не стала продлевать контракт со «старыми» исполнителями. «Для меня это был шок, — вспоминал певец. — Мне пришлось замолчать на некоторое время».
Оказавшись практически без средств для существования, Сяо Ган поселился у своей сестры. В это время он не бросает занятие музыкой и активно пишет песни для других исполнителей. Первой была композиция 寂寞轰炸 для 张克帆. Очень скоро песня набрала популярность, и в музыкальных кругах начали говорить о появлении нового композитора — Чжоу Чуаньсюна. В скором времени последовали приглашения написать песни для других звёзд. В этот период Чуаньсюн пишет несколько песен, впоследствии ставших крупными хитами: «记事本» (для Келли Чен), «出卖» (для На Ин), «本来也可以» (для Ричи Женя), «让我欢喜让我忧» для Эмила Чау.

### «Рассвет» и возвращение популярности
В 2000 году певец подписал контракт с Sony, которая выпустила сборник его песен Transfer, на котором присутствовала всего одна новая песня — «黄昏» («Рассвет»). В скором времени в руководстве компании произошли перемены и новый руководитель пригласил певца, чтобы расторгнуть недавно подписанный договор. Чуаньсюн признавался, что в тот момент был полностью уверен, что его музыкальная карьера окончена. Однако неожиданно для себя во время поездки на материковый Китай он обнаружил, что пиратские копии Transfer продаются повсеместно. Композиция «黄昏» приобрела необыкновенную популярность в Китае, и в скором времени на музыканты посыпались предложения о сотрудничестве. Музыкант сменил имидж, отказался от псевдонима и стал выступать под своим настоящим именем.
Чжоу Чуаньсюн продолжает активно записывать альбомы и выступать вплоть до настоящего времени (осень 2020 года). На его счету 15 студийных альбомов, три сборника и два концертных DVD.